# Agrilus audax
Agrilus audax es una especie de insecto del género Agrilus, familia Buprestidae, orden Coleoptera. Fue descrita por Horn, 1891.
Se encuentra en el sur y centro de Estados Unidos. Se alimenta de Ulmus rubra.